# Watson C. Squire

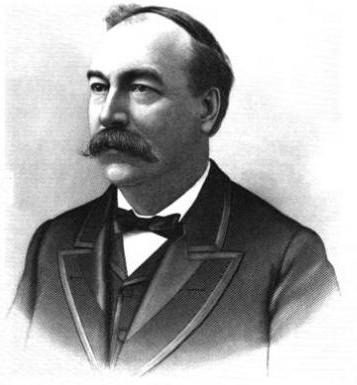
Watson C. Squire

Watson Carvosso Squire (* 18. Mai 1838 in Cape Vincent, New York; † 7. Juni 1926 in Seattle, Washington) war ein US-amerikanischer Politiker.

## Frühes Leben
Watson Squire wurde als einziges Kind des Methodistenpriesters Orra Squire und dessen Frau Erretta Wheeler in Cape Vincent geboren; er hatte britische Vorfahren. Squire besuchte öffentliche Schulen in New York und erlangte 1859 seinen Universitätsabschluss an der Wesleyan University in Connecticut. Er unterrichtete, obwohl selbst keinen vollwertigen Abschluss, Jura in Herkimer, New York, und wurde Ende der 1850er Jahre kurzzeitig Direktor am Moravia Institute in Moravia, New York.

## Kriegsjahre
Beim Ausbruch des Sezessionskrieges wurde Squire verpflichtet, mindestens zwei Jahre als Soldat zu dienen. Im Rang eines Lieutenants wurde er der F Company im 19. New Yorker Infanterieregiment unterstellt und nach Virginia entsandt. Hier diente er auch unter General Nathaniel Prentiss Banks. Nachdem er in einigen kleineren Schlachten gekämpft hatte, wurde Squire ehrenhaft entlassen und ließ sich im Oktober 1861 im nördlichen Ohio nieder. Hier machte er im Juni 1862 seinen Abschluss in Rechtswissenschaften an der Cleveland Law School in Cleveland. Doch holte ihn der Krieg schnell wieder ein, so dass er im Spätsommer 1862 in die 7. Independent-Company von Ohio eingegliedert wurde. Hier diente Squire als Scharfschütze und wurde so am 11. November 1862 in den Rang eines Captains befördert. Es war seine Einheit, die zunächst General William T. Sherman und später General George Henry Thomas unterstellt war. Squire selbst diente im Judge Advocate General’s Corps unter General Lovell Harrison Rousseau in der Schlacht von Nashville in Tennessee. Zuletzt zum Colonel befördert, wurde Squire am 28. Juli 1865 endgültig aus der Armee entlassen.

## Nachkriegsjahre
Squire wurde nach dem Krieg Angestellter bei E. Remington & Sons, einer Waffenfabrik aus Ilion, New York. Im Jahr 1868 heiratete er Ida Remington, die Tochter seines Vorgesetzten Philo Remington, und konnte so unter anderem dank dieser Verbindung zum Schatzmeister und Sekretär aufsteigen. Unter Squires Leitung rüstete die Fabrik in den 1870er Jahren auf die Produktion von Näh- und Schreibmaschinen um, und exportierte unter anderem ihre Waren nach Europa und Russland. Auch war Squire nun viel im Ausland unterwegs und verbrachte die Zeit zwischen 1877 und 1879 unter anderem in St. Petersburg, Madrid, Paris, Turin und Stockholm.
Im Jahr 1879 zog Squire nach Seattle, wo er von seinem Schwiegervater Land erworben hatte. Er errichtete dank seines finanziellen Wohlstands Büro- und Wohngebäude und machte im White River Valley Farmland nutzbar.

## Politische Karriere
Bereits 1872 war Squire in New York den Republikanern beigetreten und wurde ein guter Bekannter der Präsidenten James A. Garfield und Chester A. Arthur. Es war auch Arthur, der Squire im Jahr 1884 zum Gouverneur des Washington-Territoriums ernannte. In den drei Jahren, die Squire bis 1887 amtierte, sah er sich vielen sozialen Problemen gegenübergestellt. So gab es in Tacoma und Seattle Aufstände und Repressalien, die gegen chinesische Hilfsarbeiter gerichtet waren, welche zu Tausenden in die USA kamen. Die Aufstände, die im Februar 1886 ihren Höhepunkt erreichten, wurden von Squire beendet, indem Squire den Kriegszustand erklären ließ und am 22. Februar 1886 mit Hilfe des Militärs die Aufstände beendete.
Squire, der 1887 von Eugene Semple als Gouverneur abgelöst wurde, wurde im Januar 1889 zum Präsidenten des Parteitags der Republikaner von Ellensburg ernannt. Auch wurde er im selben Jahr zum ersten Senator von Washington gewählt, nachdem Washington zum Bundesstaat der Vereinigten Staaten erklärt worden war. Unter seiner achtjährigen Amtszeit – vom 20. November 1889 bis 3. März 1897 – wurde in Washington der Bau der Puget Sound Naval Shipyard in Bremerton in Auftrag gegeben, und die Küstenwache nahm ihren Dienst auf.

## Spätes Leben
Nach seiner Wahlniederlage im Jahr 1897 war Squire weiterhin als Rechtsanwalt tätig. Er gründete die Union Trust Co., die nach seinem Tod in Squire Investment Co. umbenannt wurde. Von Squire, dessen Frau Ida im Jahr 1918 starb, ist bekannt, dass er mindestens zwei Kinder hatte, Sohn Shirley und Tochter Aldine.
Watson Squire starb 1926, im Alter von 88 Jahren, in Seattle.